# Udine–Cividale-vasútvonal
Az Udine–Cividale-vasútvonal egy normál nyomtávolságú, nagyrészt egyvágányú, nem villamosított, 15,3 km hosszúságú vasúti mellékvonal Olaszországban Udine és Cividale del Friuli között.
Az utazás a mellékvonalon körülbelül 20 percig tart, összesen 21 vasúti átjáró van.
2005. január 1. óta a mellékvonalat a Società Ferrovie Udine Cividale s.r.l. (FUC) regionális vasúttársaság üzemelteti. A vonatok általában óránként közlekednek.
A vonatok általában óránként közlekednek, csúcsidőben pedig egy további vonatpár egészíti ki a menetrendet félórás ütemet biztosítva.
A Ferrovie Udine Cividale tulajdonában van három FS ALn 663 sorozatú vasúti motorkocsi és két Ln 778 sorozatú, a Fiat Ferroviaria gyártmányú vezérlőkocsi a vonal üzemeltetéséhez. 2006 óta két Stadler GTW DMU-2/6 is közlekedik..
2012. június 10. óta a vasúttársaság az ÖBB-vel együttműködve napi két vonatpárt kínál Udine és Villach között.